# Peñamefécit
Peñamefécit es un barrio de Jaén, España, situado entre la avenida de Andalucía, "gran eje" de actividad vital, y la avenida de Barcelona, vía que mezcla etapas de desarrollo. Se estima que viven unos 10 000 habitantes, se trata de un cálculo aproximado ya que no existe un censo concreto elaborado por el ayuntamiento de Jaén.

## Historia
El origen del barrio es peculiar y se remonta al siglo XV, en el que un caballero veinticuatro de la ciudad de Jaén llamado Peña fue el impulsor de la construcción de un pilar abrevadero, el cual se situaba al inicio de la Avenida de Andalucía, encontrándose el nacimiento de agua en lo que hoy día es la confluencia de la calle San Antonio con la calle Alfredo Kraus. El término "Peñamefécit" deriva de la expresión Peña me fecit, que en latín significa literalmente “Peña me hizo”.
Contaba el barrio en sus orígenes medievales con un conjunto de cuevas naturales en la vertiente Sur siguiendo la línea del Cerrete de los Lirios, hoy desaparecidas, y que corrían hacia la zona este de la ciudad, probablemente las partes de piedra cárstica extremas del castillo, por donde hubo alguna cueva que comunicaba con él; una de ellas artificial, mandada construir por el Condestable D. Miguel Lucas de Iranzo y sita junto a la cantera de Parroquias.
Las aguas del raudal de la Magdalena bajaban impetuosas, formando un arroyo que corría por el barranco encajado en la cuesta de la puerta del Sol, para ir a través del yacimiento calcolítico de Marroquíes Bajos. Hubo así mismo varias cuevas y grandes farallones en lo que hoy es conocido como barrio de Las Fuentezuelas.

## Peñamefécit hoy
Del núcleo principal en torno a la plaza de la Igualdad, comenzaron a expandirse radialmente los brazos que formarían la avenida de Barcelona, el Gran Eje y la extensión de salida por Goya hacia la avenida de Madrid. Hoy en día el barrio cuenta con un mercado de abastos, un colegio de educación infantil, dos de educación infantil y primaria y un colegio de adultos. También la Escuela Oficial de Idiomas se ubica en el barrio en el edificio del antiguo centro escolar Peñamefécit.

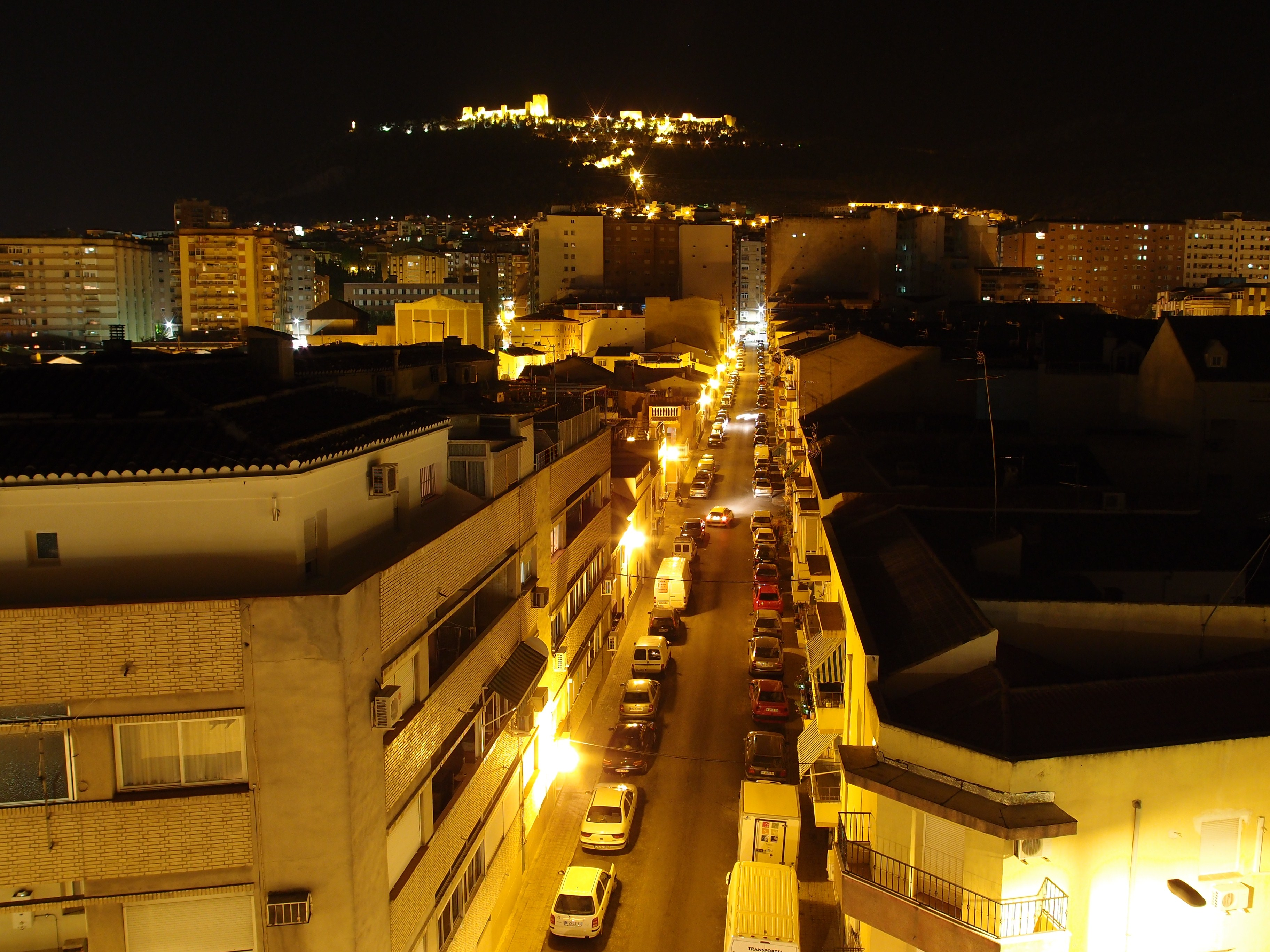
Vista nocturna de la calle Doctor Severo Ochoa, barrio de Peñamefécit, Jaén.